# Martin-Luther-Kirche (Reusrath)

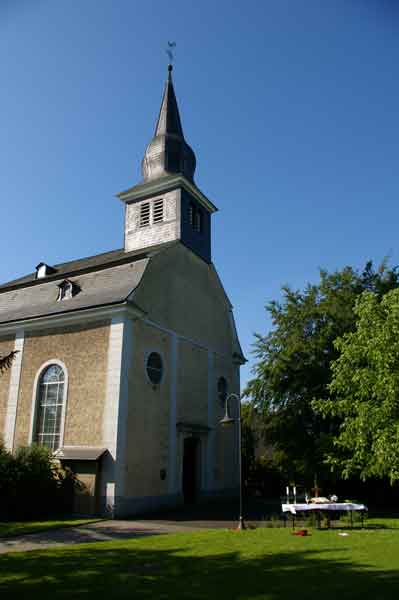
Evangelische Kirche Reusrath

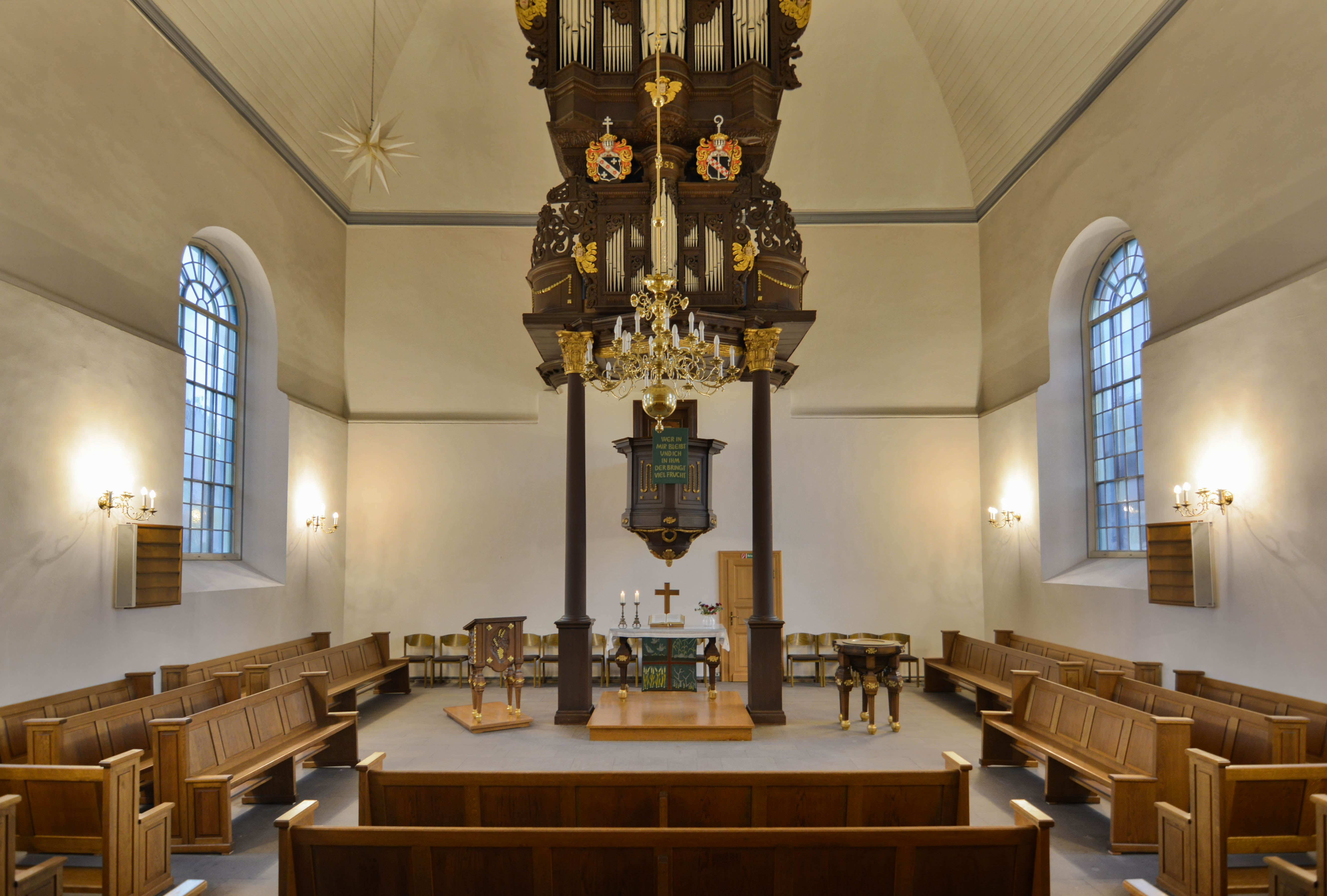
Altarraum mit Orgel

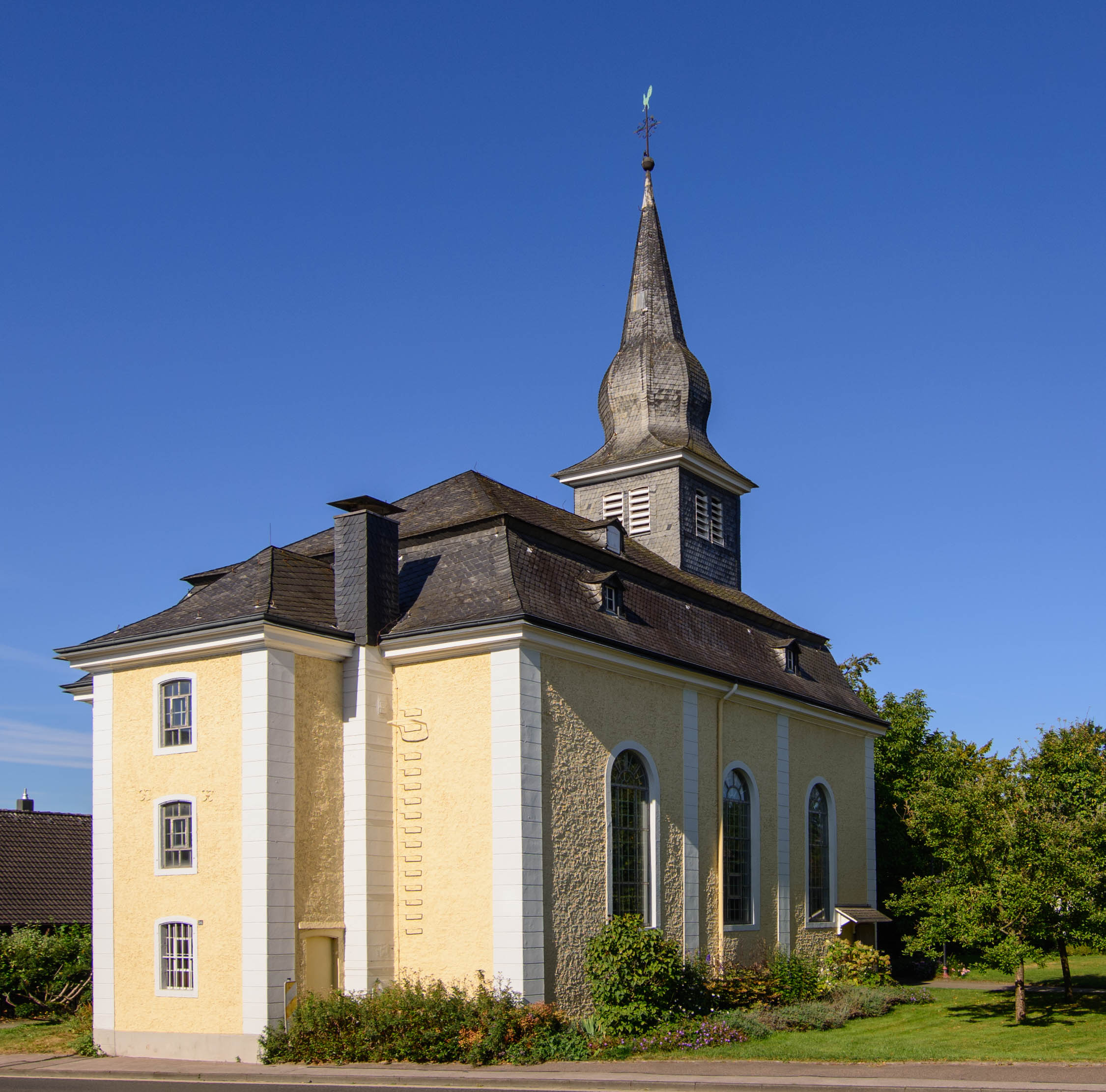
Martin-Luther-Kirche

Die Martin-Luther-Kirche in Reusrath, einem Stadtteil von Langenfeld im nordrhein-westfälischen Kreis Mettmann, ist eine der ältesten evangelische Kirchen im südlichen Bergischen Land.

## Geschichte

### Allgemeines
Im Jahre 1672 wurde zwischen dem Kurfürsten von Brandenburg und dem Pfalzgrafen von Pfalz-Neuburg der Religionsvergleich von Cölln an der Spree geschlossen, der die konfessionellen Streitigkeiten im Herzogtum Berg lösen sollte. In ihm wurde der seit spätestens Anfang des 17. Jahrhunderts bestehenden lutherischen Kirchengemeinde zu Reusrath wieder gestattete, ihre Religion frei auszuüben. Reusrath wurde daraufhin zum Mittelpunkt der wenigen evangelischen Christen zwischen Wupper und Itter, zwischen Rhein und Bergischem Land.
Bereits im Jahre 1683 wurde daraufhin die Evangelisch-Lutherische Gemeinde zu Reusrath (neu) gegründet. Ihr aus demselben Jahre stammendes Kirchensiegel zeigt einen Mann mit Axt, einen gesunden und einen verkümmerten Baum sowie das alte Pfarrhaus mit Glockentürmchen. Zunächst nämlich verfügte die Gemeinde über kein eigenes Kirchengebäude, sondern richtete sich im ehemaligen Pfarr- und Kirchenhaus ein, welches nach Übereinkunft mit der katholischen Kirche „in der vom katholischen Gotteshaus am weitesten abliegenden Ecke“ errichtet werden durfte. Neben der im Erdgeschoss eingerichteten Wohnung für den Pfarrer erhielt das Gebäude, über eine Außentreppe erreichbar, einen Kirchenraum mit 162 Sitzplätzen, eine Sakristei, einen schlichten Altar und eine kleine Orgel. Anfangs waren nur wenige Fenster verglast, ein Dachreiter mit einer kleinen Glocke wurde 1687 aufgesetzt. Zum Pfarrgebiet gehörten alle evangelisch-lutherischen Christen aus Hilden, Hitdorf, Monheim, Opladen, Reusrath, Rheindorf, Richrath und Urdenbach.

### Kirche und Ausstattung
Für die wachsende Gemeinde wurde 1792/94 die jetzige Martin-Luther-Kirche erbaut (ihren Namen erhielt sie erst zum Reformationsjubiläum 1883). Charakteristisch für den Baustil des Klassizismus war die Zwiebelhaube.  Armut und Kriegszeiten erlaubten jedoch nur eine schlichte Ausstattung, der im Jahre 1985 als Denkmal ausgezeichneten Kirche. 1802 konnte aus der aufgelösten Kölner Stiftskirche „St. Maria ad Gradus“ die Orgel erworben werden. Ihr Unterwerk stammt aus der ersten Hälfte des 17. Jahrhunderts, das Oberwerk aus dem Hochbarock (1729). Der hohe Aufbau der Orgel über dem Altar und der Kanzel ist wohl typisch für bergische Barock-Kirchen, in Langenfeld aber ist er einmalig.

### Zum ersten Kirchengebäude
Gleich neben der Kirche befindet sich das 1988 ebenfalls als Denkmal ausgezeichnete 1683 errichtete ehemalige Pfarr- und Kirchenhaus. Das Gebäude diente der Gemeinde bis zum Kirchenneubau im Jahre 1794 als Kirchenraum. Bei Renovierungsarbeiten in den Jahren 1986–1988 wurde dort unter dem Tragbalken der Decke des Kirchensaals eine Inschrift freigelegt. Sie nennt die ersten drei Geistlichen der Gemeinde. Heute befindet sich in dem Gebäude eine Diakoniestation sowie die Wohnung des Küsters.

### Entwicklung evangelischer Gemeinden
Zahlreiche evangelische Gemeinden gehen auf Gründungen von Reusrath aus zurück. Hierzu zählen zunächst alle evangelischen Kirchen in Langenfeld, soweit es keine freien kirchlichen Gemeinden sind. Neben der Pfarrstelle in Reusrath sind dies die Pfarrstellen Immigrath (erster Hilfsprediger 1901), Langenfeld-Mitte (1954), Langenfeld-Mitte II (1968), Immigrath II (1970), Wiescheid (1971) und Richrath II (1977). Die erste evangelische Pfarrstelle in Reusrath übrigens datierte wie die in Richrath aus den Jahren um 1580. Während erstere nur bis 1625 bestand, wurde letztere erst 1648 aufgelöst. Dennoch wurde in Reusrath bereits früh, nämlich ab dem Jahre 1683 eine neue Gemeinde ins Leben gerufen, die seither ohne Unterbrechung bis auf den heutigen Tag besteht. Weitere Neugründungen von Reusrath aus waren 1859 in Opladen (ab 1864 selbständige Gemeinde) mit ihrerseits Gründungen in Wiesdorf (1904), Bürrig (1923) und Küppersteg (1933). Ferner entstanden Gemeinden in Monheim (1839), Hitdorf (1913) und Rheindorf (1933) und es wird die Simultankirche in Galkhausen von Reusrath aus betreut.